# Nicky Phelan
Nicky Phelan é um cineasta irlandês. Como reconhecimento, foi nomeado ao Oscar 2010 na categoria de Melhor Animação em Curta-metragem por Granny O'Grimm's Sleeping Beauty.